# 山小屋

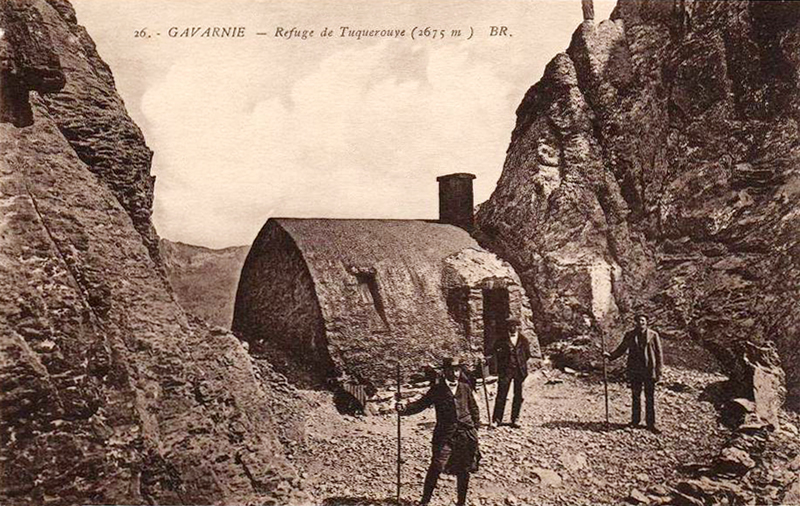
ピレネー山脈の山小屋（20世紀初頭）

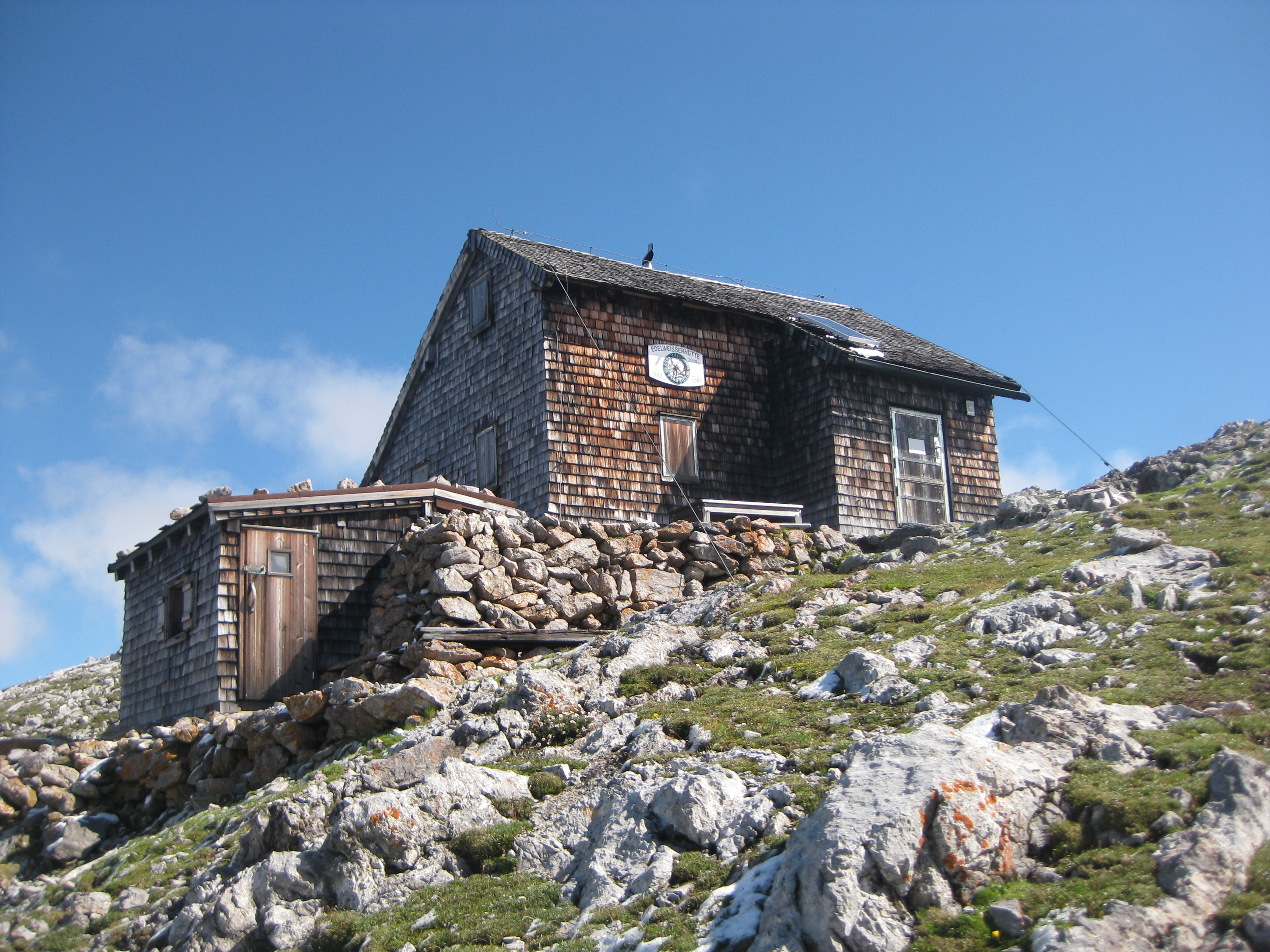
オーストリア、Tennen Mountainsにある（ごく普通の）山小屋 Edelweißerhütte

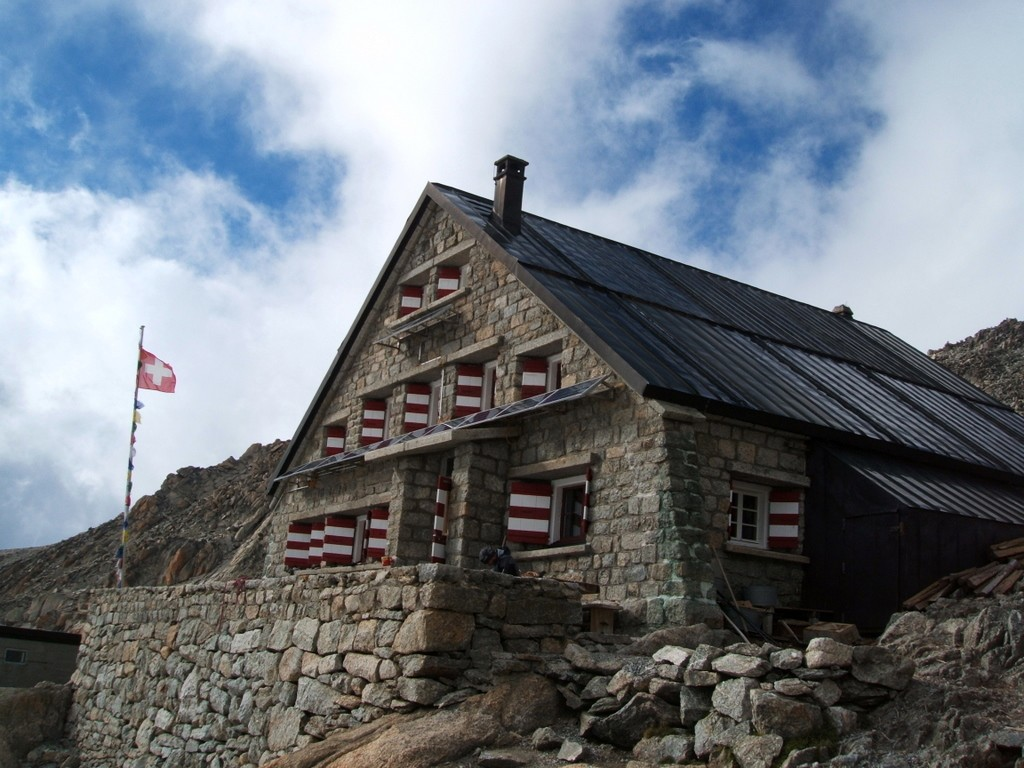
スイスのCabane du Trient

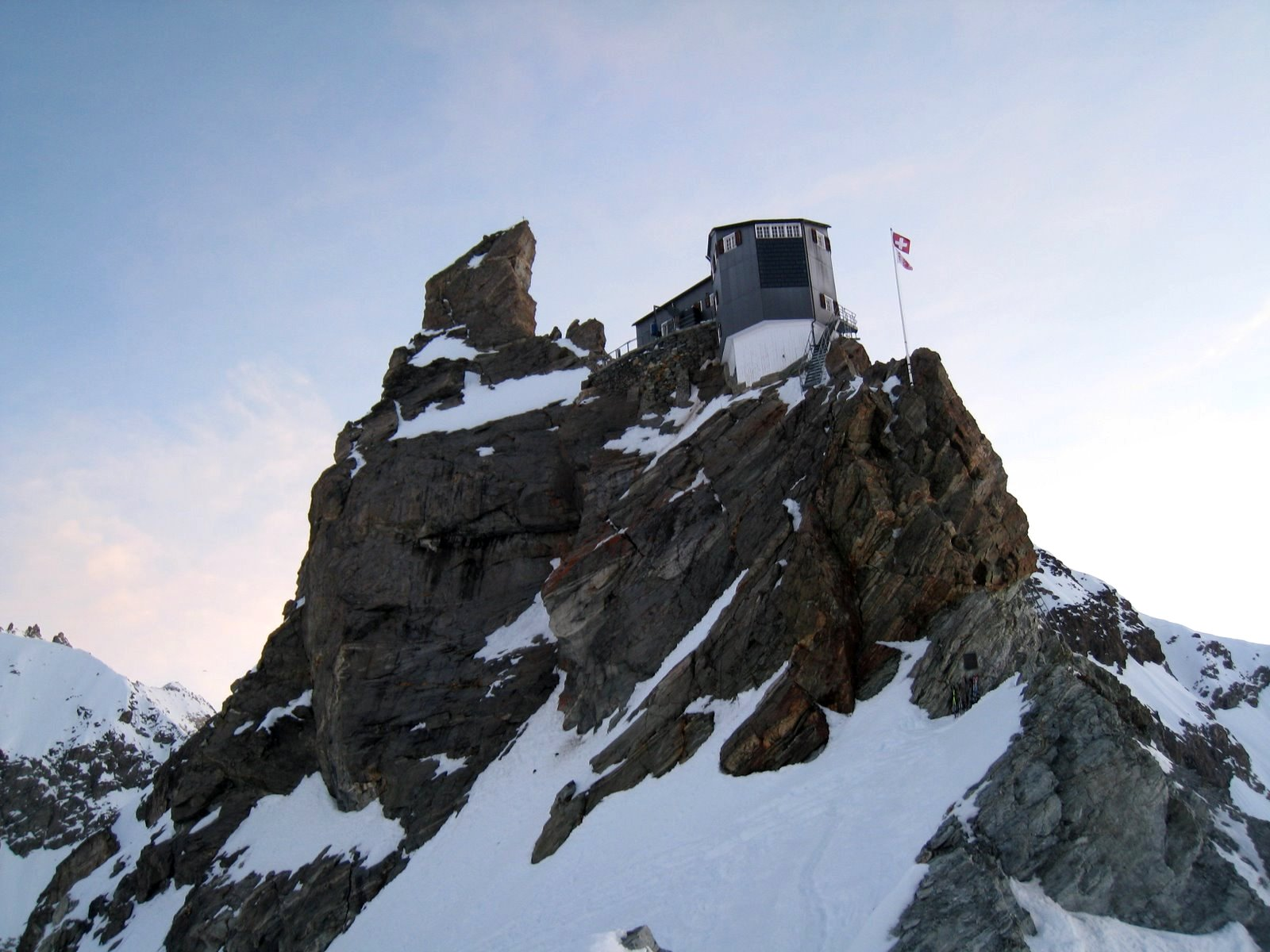
スイス・アルプス（Swiss Alps）の山小屋のひとつBertol Hut

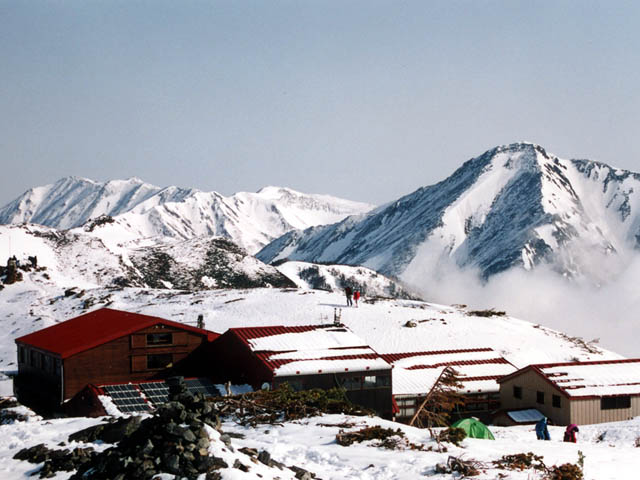
日本の北アルプス・蝶ヶ岳の蝶ヶ岳ヒュッテ

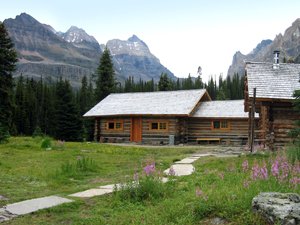
北米、カナディアン・ロッキーにあるElizabeth Parker hut

山小屋（やまごや、英: mountain hutあるいはalpine hut、mountain shelter、mountain lodgeなど）とは、登山者の宿泊・休憩・避難などのために、山の中に建てられた小屋。ヒュッテとも言う。

## 概要
山にある宿泊・休憩・避難施設である。登山者や山をハイキングするハイカーが、行程中に宿泊したり、休息したり、あるいは緊急時に避難するために駆け込むための建物である。
小屋番（管理人）のいる有人小屋と、小屋番のいない「無人小屋」（あるいは「避難小屋」）に大別される。
「山小屋」という場合、無人小屋も有人小屋もどちらも指しうる。
本項では宿泊施設や休憩場所や避難場所としての山小屋について解説する。

### 呼び方
ヒュッテ
ドイツ語のヒュッテ (Hütte)が由来である。これは広義には小屋全般を指し、高山や高原にある山小屋も指す。
日本語で用いられる「ヒュッテ」という言葉は、1910年にオーストリア陸軍のレルヒ少佐が、日本にスキーを伝えた際に、導入された登山用語のひとつ。当時に導入されたドイツ語には、今でも登山・スキー用語として用いられているものも多い。
ハット
英語で小屋を意味する語「hut（ハット）」。これはドイツ語のヒュッテと同語源である。なお、ファーストフードチェーンの「ピザハット」もPizza-Hutであって「ピザ小屋」の意味である。
西欧の放牧用山小屋
アルプスやピレネーなどにおいて夏の期間に放牧が行われるが、牛飼いや羊飼いのための宿泊およびチーズ作りの拠点として利用される山小屋がある。これらの山小屋は地域ごとに異なる言語、方言もしくは慣習による呼び名が存在する。
アルプスのサヴォワではシャレ (Chalet) と呼ばれる。
ピレネーのベアルンではキュヤラ (Cujala) 、バスクではカイヨラール (Cayolar) 。
コースではフランス語でカバーヌ (Cabane) 。オーヴェルニュではおおむねビュロン (Buron) と呼ばれるが、東部のリヴラドワ(fr) ではジャスリー (Jasserie) と呼ばれる。

## アジアの山小屋
エベレスト（チョモランマ）等々の世界有数の山々が多数あり、世界中から登山者が来ており、当然さまざまな山小屋がある。

## アフリカの山小屋
アフリカ最高峰のキリマンジャロを中心に、ヨーロッパ式のガイドツアーが主流。多くの山域部は自然保護と観光資源として入山規制がしかれる。

## 日本の山小屋
日本での初期の歴史
日本の現存最古の山小屋建築は登拝者向けの宿泊施設であった立山の室堂小屋である。宗教に関連しない日本最古の営業山小屋は、1907年（明治40年）に開業した白馬山荘である。それに続いて槍沢ロッジ、常念小屋、燕山荘、穂高岳山荘、槍ヶ岳山荘などが相次いで開業した。
個々の名称
避難小屋の場合は、基本的に「○○避難小屋」と名乗ることになっている。
- 日本最大規模の山小屋・白馬山荘と北アルプスの山々
- 飛騨山脈・乗鞍岳山頂直下北にある「肩ノ小屋」
- 福島県安達太良山・くろがね小屋
- 福小屋沢岳と爺ヶ岳の間にある種池山荘

夏山診療所
日本では、大規模な山小屋や主要な山小屋では、夏季に大学医学部などが運営する臨時の夏山診療所が併設されることがある。夏山診療所のある山小屋は、ほとんどが北アルプスに集中しており、それ以外は南アルプスの北岳や富士山や白山にあるが、数は少ない。立山・剱岳付近にも夏山診療所はあるが、山小屋には併設されていない。

### 日本の無人小屋、避難小屋
日本の避難小屋には緊急避難専用の小屋と、自炊・寝具持参の宿泊を念頭に置いた小屋がある。
緊急避難小屋
緊急避難専用の小屋は、雷や大雨や雹（ひょう）や強風 等から一時的に避難することを念頭に作られている。こうした無人小屋を手間とお金をかけて、設営し管理する人や組織があるおかげで、毎年多くの登山者の命が救われていると言える。登山計画の立案時において、登山路の途上にある緊急避難小屋の位置を把握しておけば、いざという時に自分の命を救うことになる。

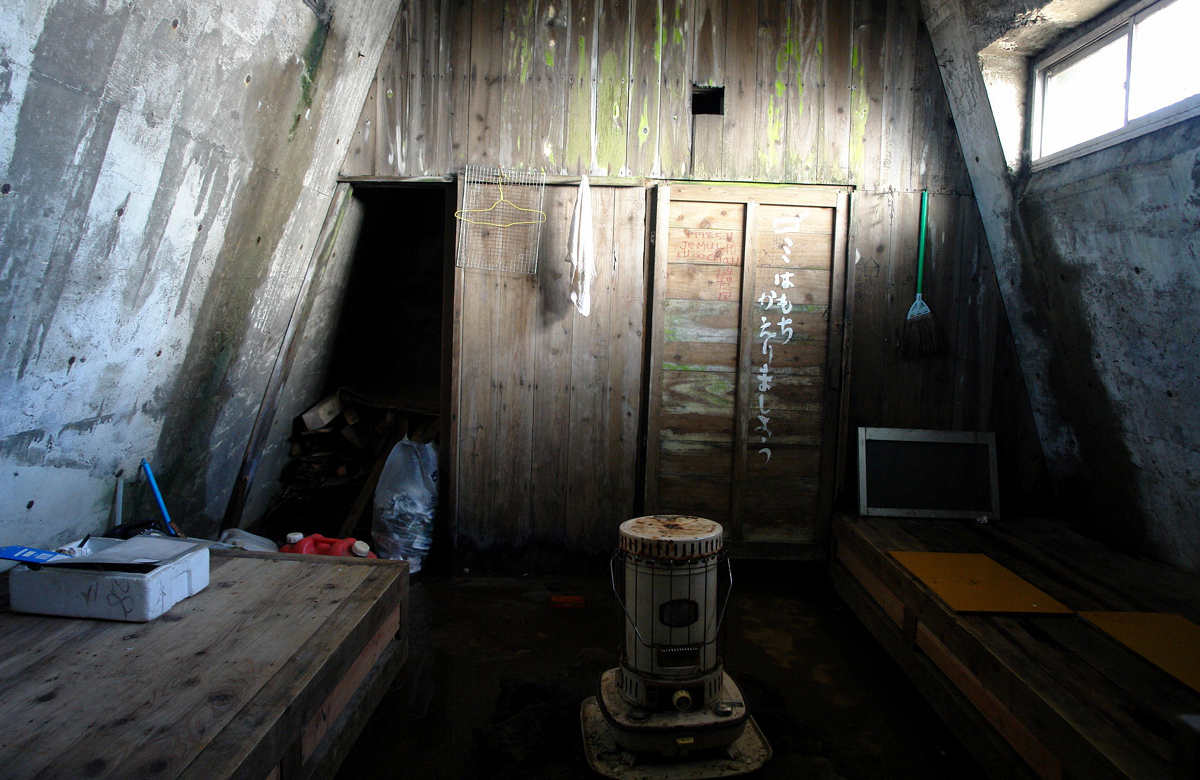
山形県蔵王山頂避難小屋
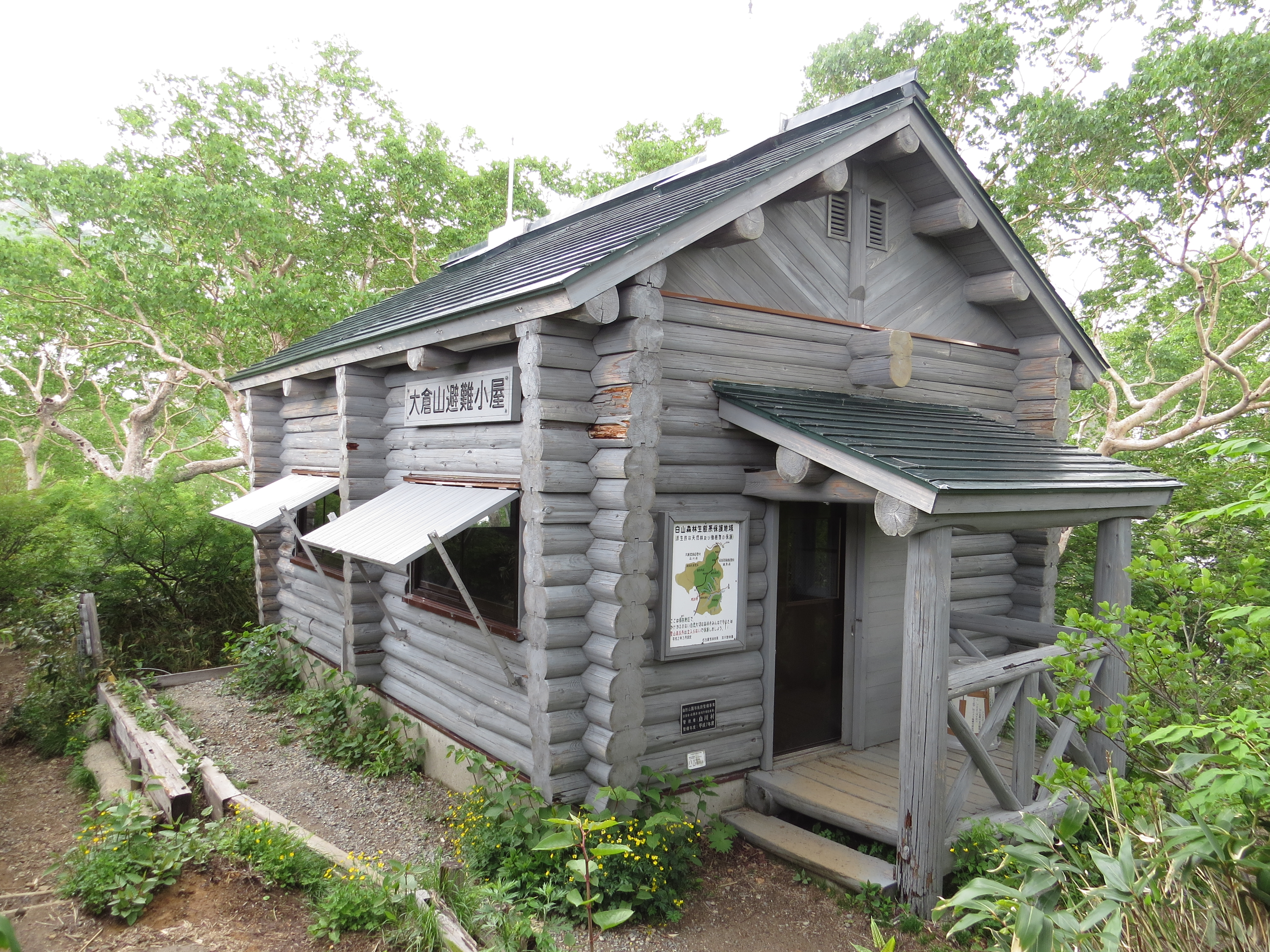
白山の登山道（平瀬道）にある大倉山避難小屋

### 日本の有人小屋
有人小屋では寝具が備え付けてある。
開設期間外は完全に閉鎖する山小屋がほとんどであるが、一部のスペースを冬季避難小屋として開放するところもある。雪崩の多発する谷間の山小屋の中には、冬季は建物を解体し、翌年の初夏に組立てなおすところも多く、容易に解体できる構造となっており、プレハブ小屋そのものの山小屋も存在する。

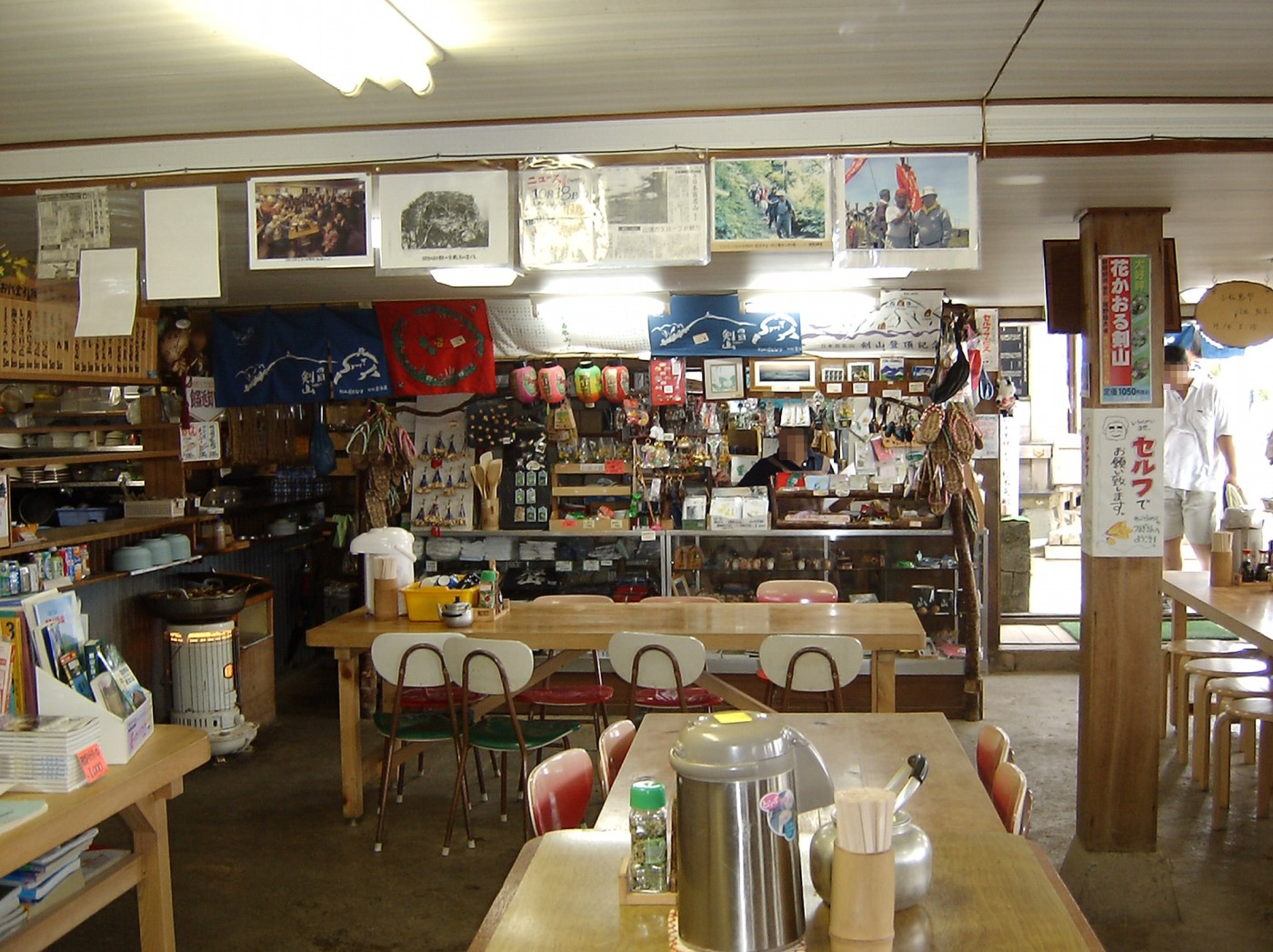
徳島県剣山頂上ヒュッテの食堂と売店
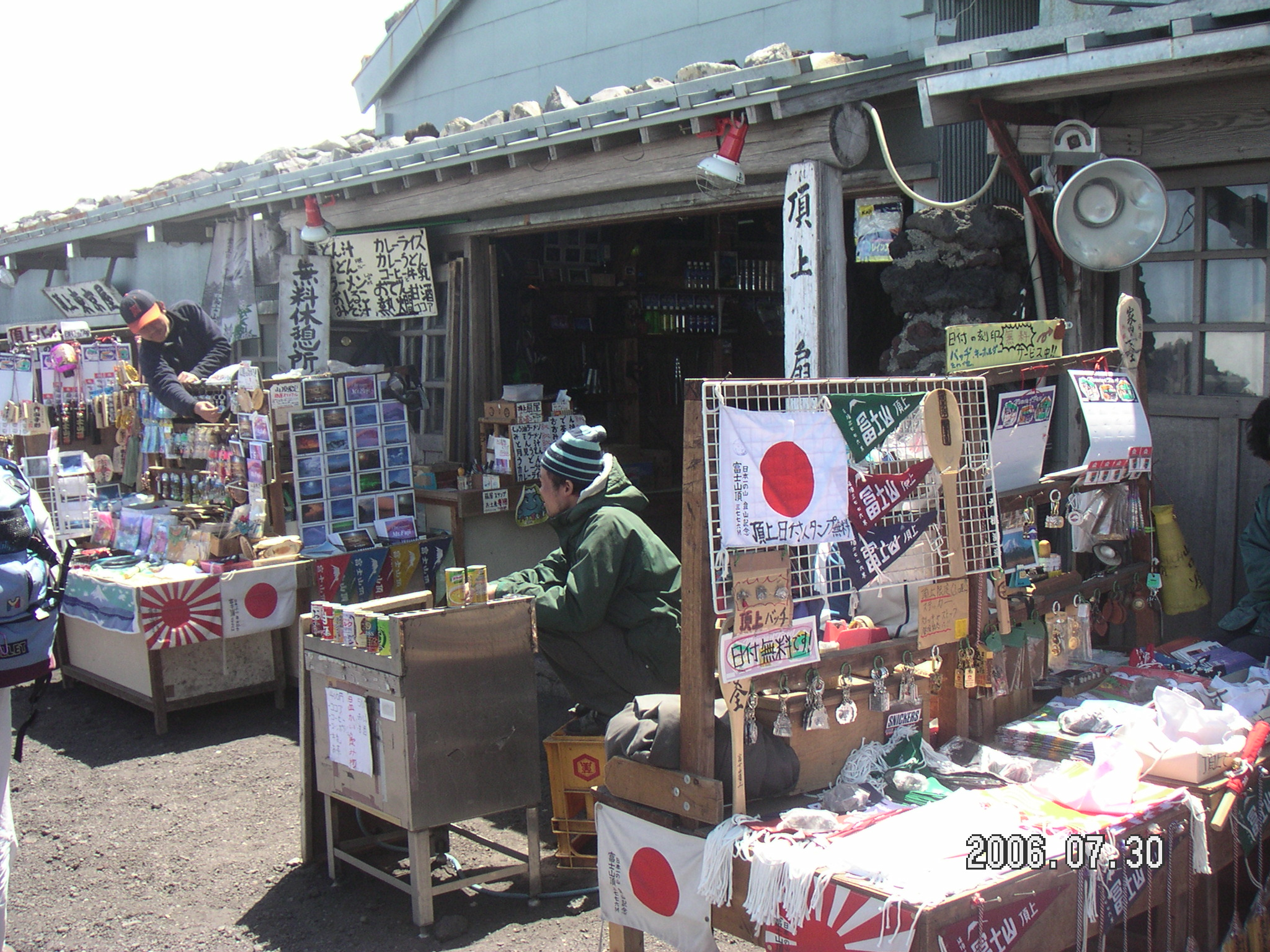
富士山吉田口頂上にある「扇屋」の売店

### 営業期間
高山の有人小屋の場合、北アルプスなど多くの登山者が訪れる地域では、営業期間は、6月中旬から10月中旬（あるいは11月初め）というところが多い。メインルートから外れている小屋では、登山者の多い夏季だけの営業のところもある。西穂山荘は新穂高ロープウェイが通年運行しており、その山頂駅から近い標高2,360 mの高地で通年営業を行っている北アルプス中では唯一の山小屋である。また、標高が高く気象条件の厳しい富士山の山小屋は7・8月の2ヶ月しか営業しないところが多い。ただし5合目にある佐藤小屋は唯一、通年営業を行っている。高山であっても、八ヶ岳の一部の小屋のように、四季にわたって入山・宿泊者が見込める小屋では、通年営業をしている場合もある。

### 予約
従来は予約をせずに「飛び込み」利用をする利用者も多かった。これは、多くの山小屋では予約をしても基本的には旅館やホテルと違い、大部屋・相部屋での雑魚寝となり、予約無しで宿泊した場合と待遇の違いに大差がなかったからである。山小屋がホテルや旅館等の宿泊施設とは異なり、緊急避難場所の役割も担っているという事情による。かつて、多くの山小屋は基本的には宿泊希望者を拒めないために、最混雑時は廊下や食堂に布団を敷いて就寝したり、他人と同じ布団で就寝することも起こりえた。
しかし、新型コロナウイルスの流行以降、過密を避けるため、多くの山小屋では定員制を導入し、予約が必須のところや無予約の宿泊者は割高な宿泊料となるところが増加した。
予約無しでも宿泊可能の山小屋であっても、午後3時頃までに到着することが推奨される。目的地への到着が遅くなるほど、道に迷った場合のリカバリーが困難になるほか、遭難した場合に救助隊が駆けつけられない可能性が高まる。また、山の天気は夕方に雷雨となることが多い。早着は山小屋宿泊の基本である。また、あまり遅い時間に到着すると夕食の提供ができなくなったり、相部屋の人々に迷惑をかけるためマナー上からも問題となる。
宿泊者を制限することにより入山者の総量制限を行っている尾瀬や、夜間登山が盛んで夜間でも道に迷う心配の少ない富士山や伊吹山、交通路の整っている上高地など登山口の山小屋などは、定員以上の宿泊を受け付けていない。このような山小屋においては予約をしないと宿泊できず、宿泊できても食事の提供を受けられない場合がある。大峰山地域の山小屋のように、登山口に予約がない場合は宿泊ができないことを看板などで明示している場合もある。また、個室の利用を希望する場合も、予約がないと満室の場合がある。
団体で利用する場合はどのような小屋でも、基本的には予約を必要とする。予約をしたからといって、暴風雨といった極めて悪条件の中を無理をして予約を入れた山小屋に向かうことは禁物である。携帯電話や山小屋の公衆電話などで、連絡がとれる場合はキャンセルの連絡を入れるべきなのは当然である。

### 山小屋の食堂・売店
有人小屋は昼間時間帯に食堂や売店を営業することが多く、登山者に昼食を提供したり清涼飲料水や菓子類を販売している。また、水の確保の困難な稜線上の登山路においては飲料水を販売しており、トイレの利用も可能のため、登山者にとってはルート上の宿泊地以外の小屋も欠かせない存在であるが、営業期間や非営業日および、昼食や売店の営業の有無・営業時間の確認は必要である。

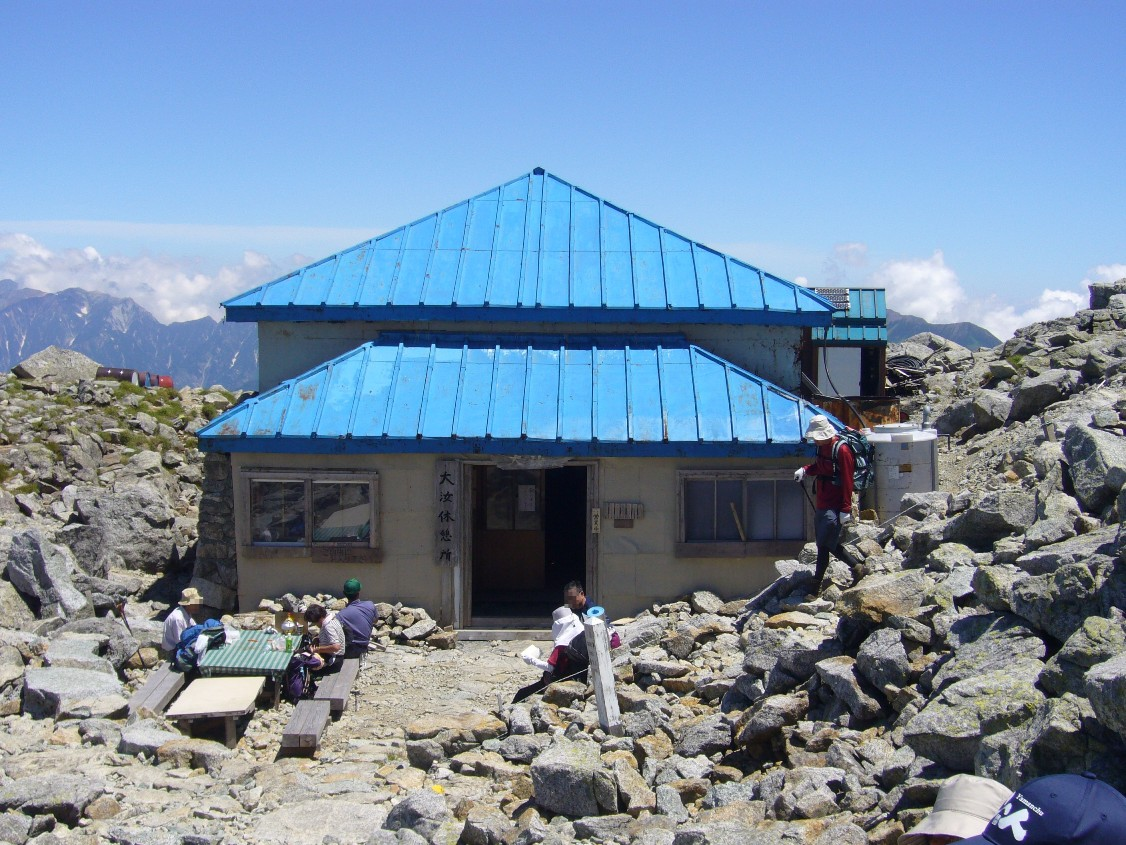
富山県立山の大汝休憩所。休憩専用の山小屋

### 山小屋での食事

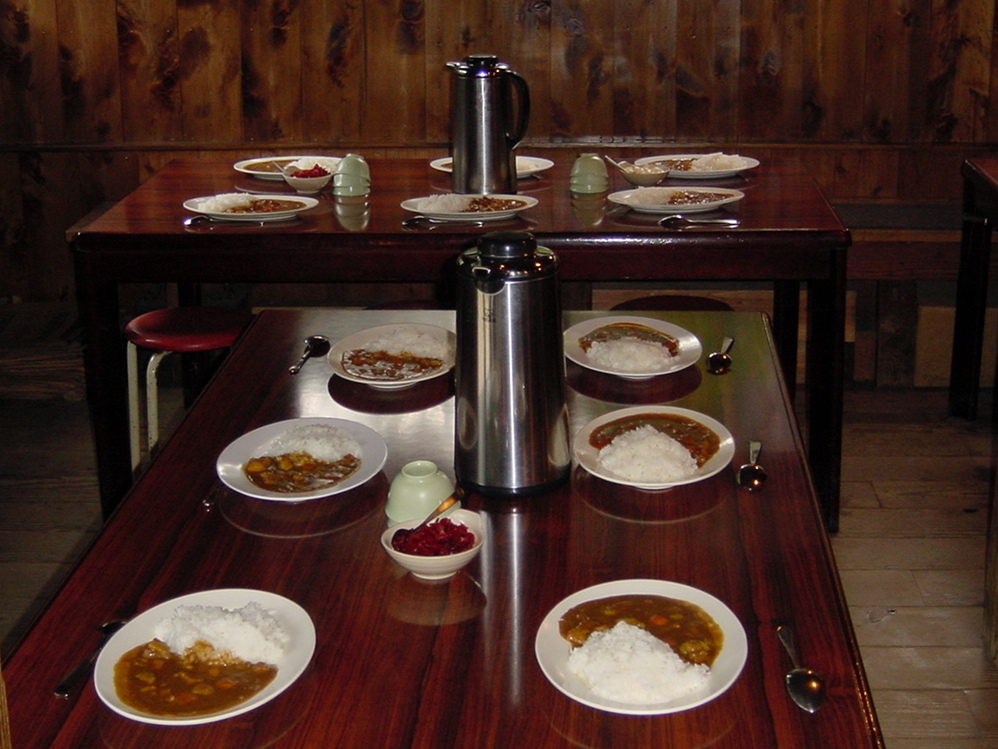
福島県安達太良山・くろがね小屋のカレーライスの夕食

大抵の有人小屋は1泊2食付の宿泊ができるため、希望者には夕食および朝食が提供される。かつての山小屋の夕食は作り置きが容易なカレーライスが定番であった。現在はカレーライスを夕食に出す山小屋は少数派になったが、それでも富士山の多くの山小屋や南アルプスや東北地方などの一部山小屋や、不便な場所にある小規模な山小屋の一部では今でも毎日カレーライスが出される。ただ、多くの山小屋ではヘリコプターなどにより、比較的生鮮食料品の輸送が楽になったことや、大規模な自家発電を行うことにより冷蔵が可能になったことなどにより、バラエティに富んだ夕食を提供できるようになった。山小屋によっては予約することにより、本格的なコース料理を出すところさえある。ただ、最盛期は多くの宿泊者に対応するために、多くの小屋では味噌汁やスープを除いては、何時間も前から予め皿に盛ることができる冷たいおかずがメインとなる。
最盛期は食堂の収容者数の数倍の宿泊者に対応するために、山小屋に到着した順番に数交代制で時間を決めて夕食を摂る場合もあり、食後に食堂でビールなどを飲んでゆっくりとできない時期もある。そのような時期は、最終回の夕食後にすぐ翌朝の朝食の準備が始まることが多く、食堂の談話室としての利用も時間が制限されることがある。
山小屋では素泊まりや1食のみの利用も可能である。それらの利用者のために自炊スペースを用意した小屋もあるが、自炊スペースがない小屋の場合、食堂の片隅で自炊を認めるところや、晴天時は屋外のベンチ等でしか自炊を認めないところもある。

### トイレ
トイレは排泄物の処理に苦労している山小屋が多く、宿泊者以外からは使用料を徴収することが多い。従来はほとんどが垂れ流し式であった。便槽もなく、直接山の斜面や谷川に放流されるものや、一旦便槽に貯蔵して、秋の小屋閉めの時に便槽内に水を貯めてから一斉に放流する方法などがあった。常時放流式のトイレの中には、川の水を常時便器内に流すという、見かけは非常に清潔なものも存在する。従来型の便槽式の場合、便槽の壁や底をコンクリートなどではなく石垣等の隙間のあるものにし、液体はある程度周辺の土に浸透させることが多い。いずれにせよ周辺環境に与える問題や美観・悪臭の問題があったものの、もし便槽を空にしないまま冬を迎えると、便槽の内容物が完全に凍結し、翌年は使用できなくなる問題があったため、放流は止むを得なかった面がある。ただ、利用者が少ないトイレの常時少量放流の場合は自然にある程度分解するのも事実である。
その後環境意識の高まりや富士山における世界遺産登録問題もあり、少しずつ環境配慮型トイレが登場している。1999年（平成11年）から環境省による「山岳環境等浄化・安全対策緊急事業」で、国が費用の半額を補助して環境対策が行われている。主なものは焼却型・バイオ型・簡易浄化槽型・内容物輸送型などがある。焼却型は石油やプロパンガスで内容物を焼却する方法であるが、燃料コストが大きくなる上に、化石燃料の大量使用は地球環境全体には決して「環境配慮」とはいえない欠点がある。バイオ型と簡易浄化槽型は、低温の高山においてはそのままでは微生物の活動が充分に期待できない欠点があり、あまり多くの利用者があるトイレには利用できない。そのため常時自家発電機を運転して保温するなどの対策が立てられているトイレもあるが、燃料コストと化石燃料大量使用問題が、焼却型同様に発生する。内容物輸送型は便槽ごとヘリコプターなどで輸送する方法であるが、維持コストが非常に大きくなる上にヘリコプターが化石燃料を多く消費することは焼却型と同じである。山小屋でのトイレ維持管理のコスト対策として、チップ制を導入している山小屋もある。
新しく作られたトイレは、従来の山小屋のトイレのイメージを覆すものも多く、簡易水洗トイレや洋式トイレはもちろん、シャワートイレ（ウォシュレット等）を設置する例もあり、山小屋のトイレは臭い・汚い・暗いというイメージは少しずつ改善されつつある。トイレがない山小屋や山域では携帯トイレの利用をする場所が設置され、その使用を推奨している例もある。
いずれにせよトイレによっては、指示に従ってトイレットペーパーを備え付けのゴミ箱に捨てたり、宿泊者以外は利用料金を必ず払うなど、登山者側の協力も大切である。また、自然環境に対する悪影響をできるだけ少なくするために、トイレ以外での用便は緊急時以外は慎むべきである。
従来型の便槽式トイレは、低温により微生物の働きが弱いため、トイレのアンモニア臭がひどく、大抵山小屋の宿泊棟や食堂からは離れて建てられており、深夜に行く場合や雨天時に行く場合は非常に面倒である。険しい場所にある山小屋の中には、トイレに行くためには岩場を少し下らないと到達できないため、小屋に備え付けのサンダル履きでは少し危険なところもある。

### 風呂

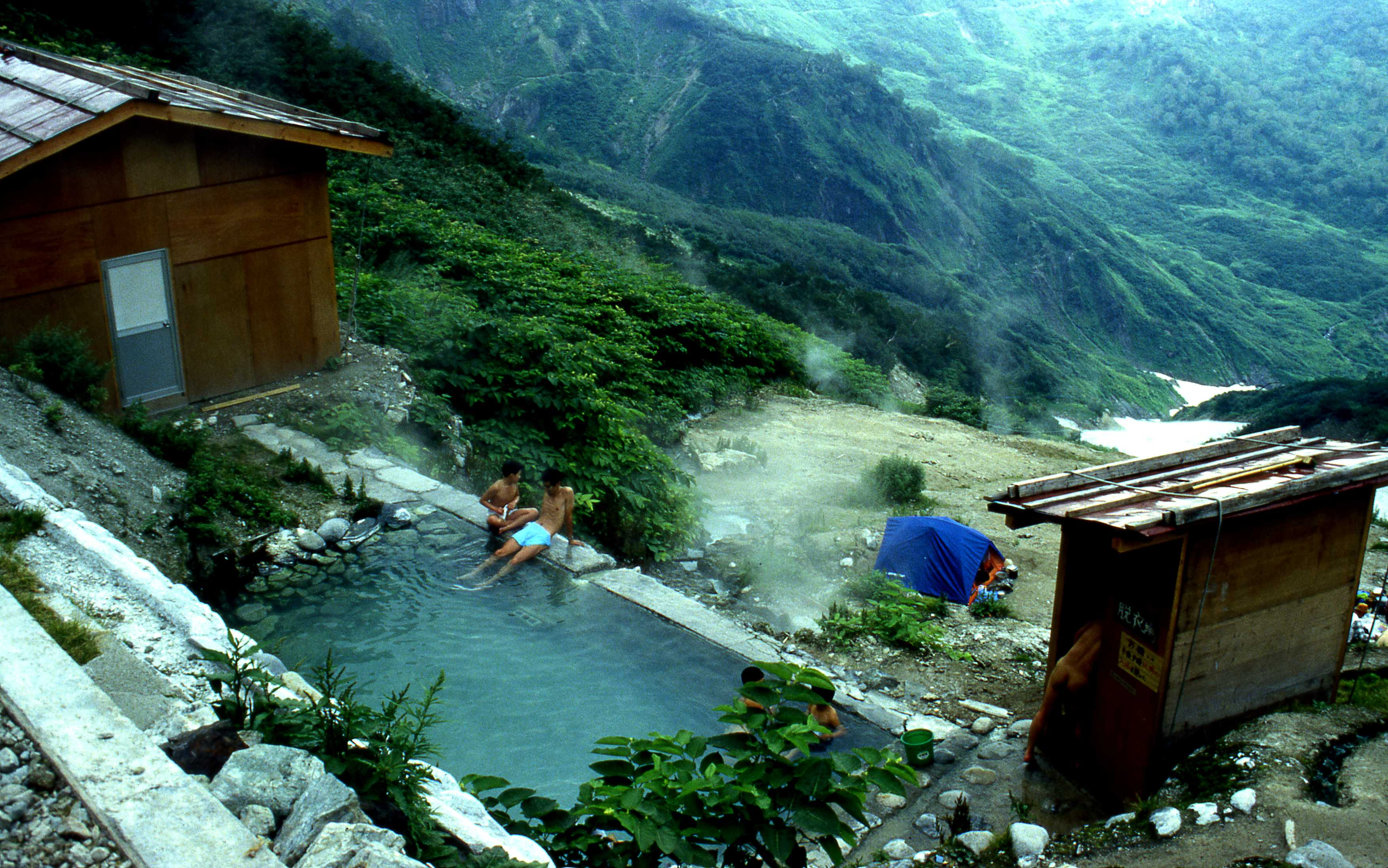
露天風呂の温泉から日の出が眺められる貴重な山小屋『白馬鑓温泉』

当然のことながら、ごく一部の例外を除いて、山小屋に宿泊者用の風呂やシャワーはない。水の貴重な稜線上の小屋はもちろん、谷川沿いの水が豊富な山小屋でも燃料の輸送の問題により、宿泊客用の風呂はないことがほとんどである（#水の確保も参照されたい）。
例外は尾瀬の大部分の山小屋・上高地エリアの槍沢ロッヂや横尾山荘・富山県の剣山荘などの谷川に面した山小屋のごく一部や、御嶽山の二ノ池周辺の小屋のように高山湖の水が使用できる小屋、三斗小屋温泉・赤岳鉱泉・本沢温泉・白馬鑓温泉・法華院温泉など温泉や鉱泉の出る山小屋などが挙げられるが、極めて稀な例ではあるが、八ヶ岳の赤岳天望荘や富山県の仙人池小屋、大峰山山上ヶ岳の宿坊群のように稜線上の小屋にもかかわらず宿泊者用の風呂を備えたところや、徳島県の剣山頂上ヒュッテのように山頂にもかかわらず宿泊者用の風呂を備えたところもある。小屋の近くに残雪が残っている間だけ風呂を提供する山小屋もある。剣沢小屋などシャワーを備えた小屋も増加傾向である。ただし、排水が自然環境に与える影響を少なくするため、及びお湯の使用量をできるだけ少なくするために、宿泊者の石鹸やシャンプーの使用が禁じられている。なお、上高地の山小屋の一部や登山口の山小屋の一部などは、石鹸類の使用が可能のところもあるが例外的である。
なお、従業員用の風呂は、富士山のように水が極めて不足している山域を除くほぼ全ての山小屋にあるが、水の貴重な山小屋や燃料の輸送が難しい山小屋では従業員の入浴回数も制限される。

### 宿泊料金
有人小屋

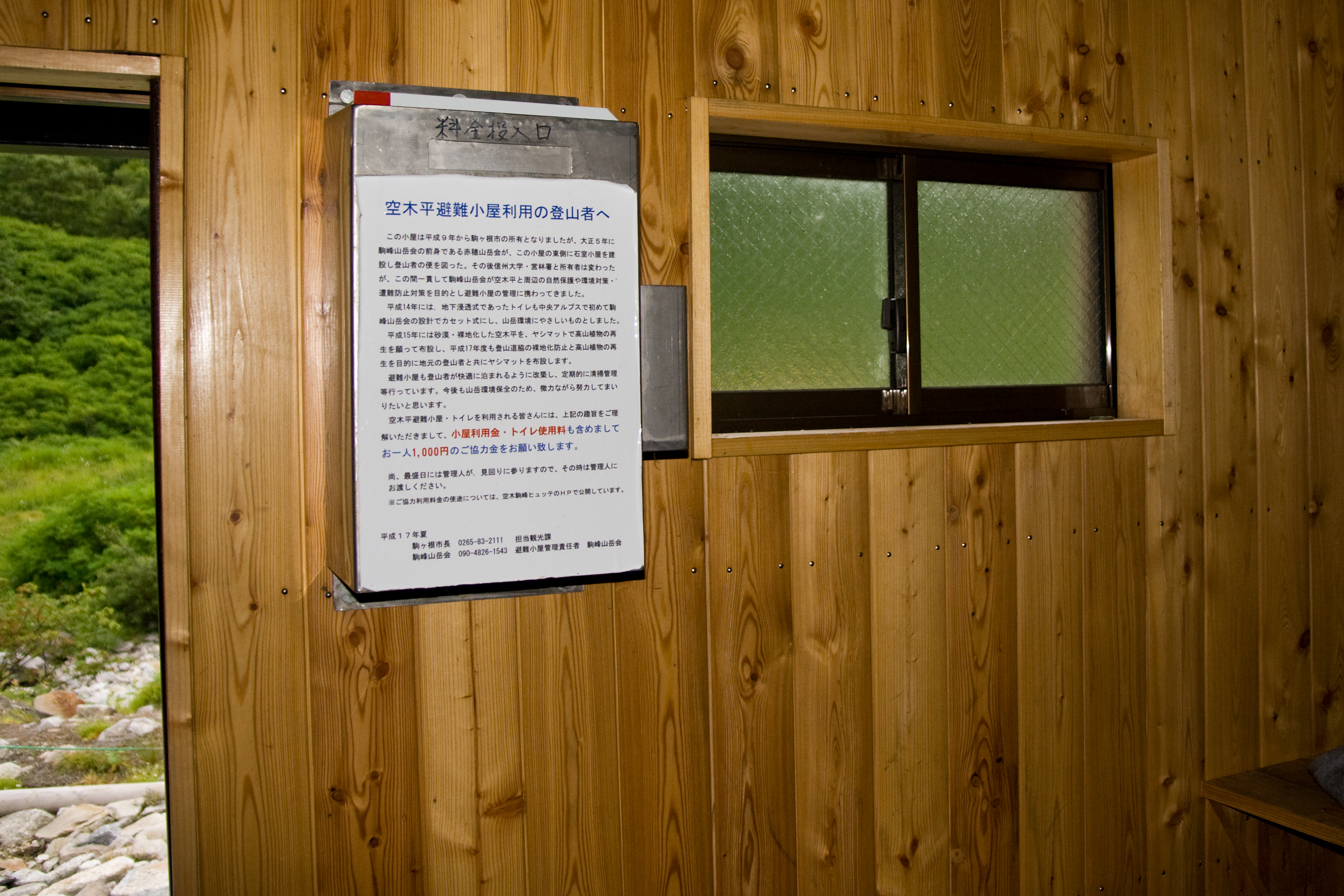
避難小屋の維持や周辺の環境保全のために協力金（1000円）を受け付けている空木平避難小屋

有人小屋の宿泊料金は山域によって大きく異なるものの、素泊まり相部屋（食事と寝具自弁の宿泊）では一泊5000～13000円程度、2食つき相部屋では7000～17000円程度である（一般には輸送コストの大きな高山や奥山ほど高額になるが、山域によって宿泊料金を統一しているところも多く、その場合は稜線上であろうと登山口であろうと同じ宿泊料金になる）。個室を備えた山小屋もあるが、かなり高額の個室利用料が必要となる事が多い。
山小屋によっては閑散期にはグループごとに部屋を分けてくれて事実上の個室にするところもあり、この場合は個室料は不要だが、多くの小屋は閑散期でも清掃の問題から一部の部屋だけに詰め込む傾向がある。
休憩するだけの登山者に茶や茶請けを無料で提供するところもあるが、出来れば茶代を払うことが望ましい。
山小屋の宿泊料が施設やサービス内容の割に高価になるのは、冬は営業できなくなる小屋が多いうえ、夏の2ヶ月ほどしか客が多くないにもかかわらず、緊急避難場所としての役割もあるため、無雪期の閑散期も営業する小屋が多く、それらの維持コストが加算されているからである。安全な山旅のためにはやむを得ない価格設定と考えざるをえない。
避難小屋
避難小屋は一般には無料で利用できる。ただし、利用料金がかかるところ、あるいは「寄付」を受け付けているところもある。利用料金がかかる避難小屋の場合、事前に山麓の所有者や管理人宅で代金を支払って鍵を受け取る必要のあるところもある。この場合下山後に鍵の返却が必要になる。避難小屋のうち、時期によっては管理人が入る小屋の場合は、その期間のみ有料になることが多い。

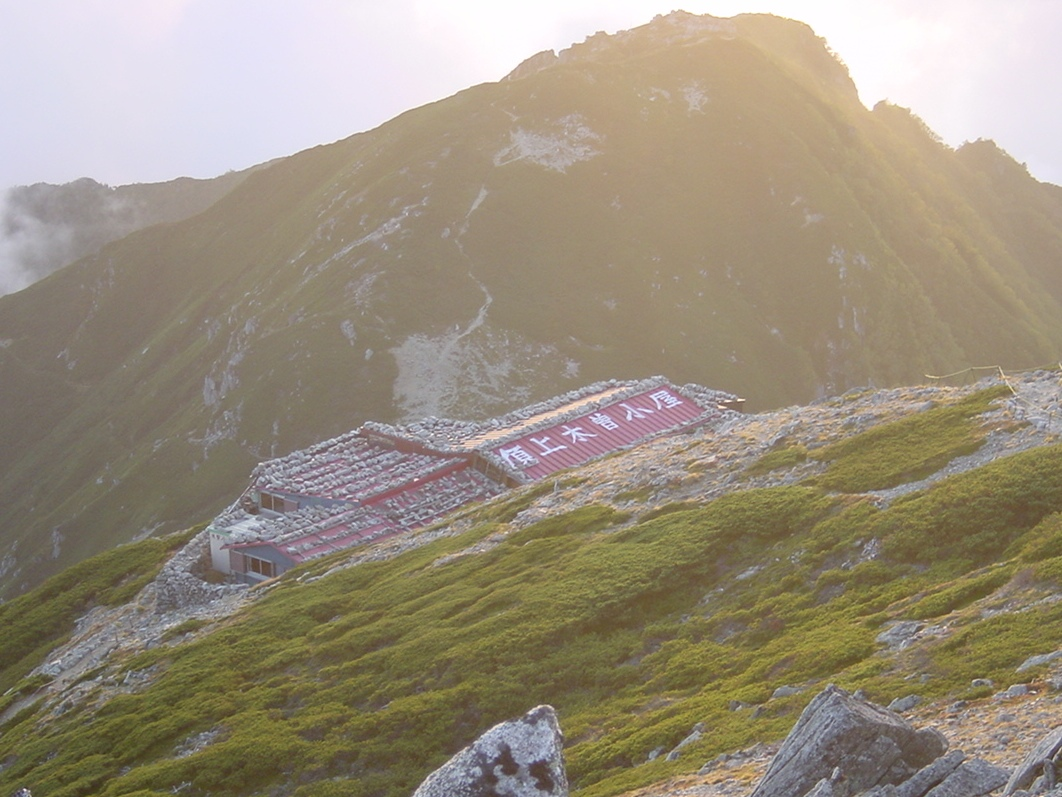
長野県木曽駒ケ岳・頂上木曽小屋

### 物資の輸送
登山口の山小屋等、車道が通じている山小屋や、ロープウェイ・リフトが通じている山小屋は別として、多くの山小屋にとって物資の輸送は重要な問題である。
人力による輸送
従来から主に行われて、現在でも小規模な山小屋を中心に行われているのが、人力による輸送である。山小屋の従業員・アルバイトや物資専門を職業としている人（ボッカ）が登山口から物資を人力で担ぎ上げる。訓練された人では100kgを超える物資を一度に担ぎ上げることができる。ヘリコプター輸送も併用し、ガスボンベや石油等の食品以外や米などの重くて腐らないものは小規模な小屋でもヘリコプターを使ってまとめて輸送し、生鮮食料品は人力輸送する所は今でも多い。
ヘリコプターによる輸送
少し規模が大きい小屋や、小規模な山小屋でも大きな荷物やまとまった量の物資輸送に使われるのがヘリコプター輸送である。山麓のヘリポートから山小屋まで物資を吊り下げて輸送し、山小屋の敷地で物資を下ろす。この方法の欠点は有視界飛行に頼るために、視界が利く強風ではない雨が降らない日しか輸送できないことである。天候が悪い日が続いた時は、生鮮食料品を中心に人力輸送を行わざるを得なくなる。また、距離によって運搬料金が大きく変わるために、できるだけ山奥にヘリポートが作られるが、それでも輸送コストは大きい。
特殊車輌（ブルドーザー等）による輸送
富士山の山小屋の場合はブルドーザーによる物資輸送が行われている。そのために登山口から山頂に至るブルドーザー専用の通行路が作られている。ブルドーザーの維持費や減価償却費、燃料費、ブルドーザー道の借地料なども輸送コストになる。大分県の法華院温泉山荘などのように、山道を通行できる小型車両で物資を輸送しているケースもある。
専用索道による輸送
数は少ないが、道路から山小屋まで（あるいは途中まで）専用の荷物用索道を設置し、物資輸送に使っている例もある。この場合は索道の運転費用の他に索道の維持費用や索道通過用地の借地料なども山小屋の輸送コストになる。
どの方法でも輸送コストは非常に大きくなる。そのことは宿泊料金や売店で売られている商品の販売価格に反映される。商品の場合はメーカー希望小売価格でなく、重量と大きさにより加算額が大きくなるために、ハンカチやガムなどよりも清涼飲料水や缶ビールなどの値段がメーカー希望小売価格よりも高くなる。これら缶飲料は空き缶を麓に下ろすコストも販売代金に加えられている。

### 水の確保
谷川沿いの山小屋は別として、多くの山小屋では水の確保に大変苦労しており、登山者は“水は貴重品である”との認識で節水に心がけるようにしたい。
水源がある場合
谷川沿いの小屋の場合谷川の水を使う。ただし本流は大抵の場合、さらに上流にある山小屋のトイレなどが原因で細菌で汚染されており、支沢の奥の水源から長大なゴムホースで飲料水を得ているところが多く、大雨の後などは取水地点の修復が必要になる。また秋は水源が涸れることもあり、この場合は稜線上の山小屋と同じ苦労をすることになる。
ポンプ（電動）
稜線上の小屋の場合は白馬山荘など大規模な山小屋の中には、大規模な自家発電により得られた電気を使って大規模な水のポンプアップを行っており、比較的水が豊富なところもある。
雨水
小規模な稜線上の山小屋で多く採用されている方法は天水（雨水）の貯蔵である。山小屋の屋根に降った雨水を樋を使ってたくさんの空きドラム缶に貯蔵する方法が一般的である。この場合、飲用にする場合は煮沸が必要になる。
ヘリコプターによる輸送
極端な渇水の年などは、秋に水源が涸れることが稀にある。このような場合は飲料水をヘリコプター輸送する山小屋もある。
ボッカによる輸送
大都市近郊の山小屋の中には、大気汚染により保健所から天水の飲用許可がおりず、天水は飲用以外の用途のみに利用し、飲用水は水源からボッカにより得ているところもある。
残雪の利用
近くに残雪がある山小屋の中には、残雪が消えるまでは水が豊富に使えるところもある。
水が貴重な小屋においては、水といえども無料とは限らない。宿泊者に対しては水を無料にしているところもあるが、一定量までは無料でそれ以上になると有料になる所も多い。また、そのような小屋では宿泊者以外は多くの場合有料となり、水が極端に不足している小屋では宿泊者以外には水を売らない小屋もある。

### 電気・通信
電気
夜間の照明は、ディーゼル発電機による自家発電によって、日没後午後9時くらいまで時間を限って電灯をつける小屋が多い。
近年は多くの小屋で、自然エネルギーの活用がなされている。尾根筋の小屋では風力発電、沢筋の小屋では小規模水力。屋根の上に太陽電池を設置して、蓄電池と併用して夜間照明としている事例もある。白馬山荘のようにNEDOの補助金を受け、風力・太陽光のハイブリッドシステムを採用し電力のかなりの部分を賄っている小屋もある。
小規模な小屋の中には未だに石油ランプを使うところもあり、自家発電が普通になった現代においては、逆に「ランプの小屋」を売り物にしている小屋もある。
消灯時間後は真っ暗になって懐中電灯が欠かせない小屋と、蓄電池や石油ランプにより最低限の常夜灯を点灯するところがあるので、利用の際は予め確かめた方が良い。ただし、蓄電池の高性能化と、省電力なLED電球の普及により、常夜灯が点灯される小屋が増えている。真っ暗になる小屋では就寝時に枕元に懐中電灯を置く人が多い。
登山口の山小屋や近辺に自動車道が通じている山小屋の中には、送電線が通じていて通常の電気が供給されているところもある。
例外的には富士山の一部の山小屋や徳島県の剣山頂上ヒュッテのように、近くの測候所に電気を供給する地下ケーブルが設置されたために、山小屋にも通常の電気が供給されているところもある。
通信
従来から一部の山小屋には電話が設置されている。登山口の山小屋は別として、以前は無線電話が一般的だった。そのため天候などにより音質が劣化した。今は通信衛星（静止衛星）を利用したNTTドコモの衛星電話（ワイドスター）が一般的であるため、パラボラアンテナさえあればどこでも電話を設置できるようになり音質も安定したが、衛星まで36,000kmもあるため衛星中継同様に応答の遅延時間が大きくなり、通話料も無線電話よりも高くなるのが欠点である。なお、公衆電話と山小屋の業務用の電話は、回線が共通の1回線だけの場合がほとんどなので、山小屋に問い合わせの電話が入った時や山小屋側が電話を使用中の時などは、公衆電話は使えなくなる。小屋によっては受付カウンターに公衆電話機を設置し、その電話機を業務用にも併用しているケースも多い。
稜線の山小屋などでは携帯電話の電波が送受信できることが多くなり、このような小屋では以前ほど通信に苦労しなくなった。ただ、このような小屋においても全ての携帯電話会社の電波が送受信可能ではないことが多い。以前は同じ会社でも2Gと3Gの違いで、片方だけしか電波が送受信できない場合があった。
電話もなく、携帯電話も送受信できない小屋で通信の主流になっているものは、専用無線通信である。山小屋と山小屋のオーナーや管理人の自宅・あるいはチェーンの山小屋の場合は本社とを結んでいる無線通信である。このような山小屋に緊急に連絡を取りたい場合は、連絡先に電話をすると、無線通信で用件を伝えてくれる。昼は自家発電を行わない山小屋がほとんどであるため、無線機には蓄電池が欠かせない。

### 季語
季語としての山小屋（やまごや）は、夏の季語（晩夏の季語）である。分類は行事/人事。類似の季語として、登山小屋（とざんごや。登山者のための小屋）と登山宿（とざんやど。登山者のための宿）があり、「山小屋」「登山小屋」「登山宿」は季語「登山」の子季語である。詳しくは、親季語である「登山」を参照のこと。